# Емил Георгиев (лекар)
Доц. Д-р Емил Георгиев /лекар, пластичен хирург/
/ 1948 – 2017/
Доц. Д-р Емил Георгиев е роден на 28 януари 1948 г. в гр. Силистра. Завършва математическа паралелка в гр. Силистра със златен медал през 1966 г. През 1972 г. завършва медицина гр. София с отличен успех. След завършването си работи в Бърза помощ – гр. Силистра. От 1975 г. е аспирант в Клиниката по Пластично-Възстановителна и Естетична Хирургия – гр. София. Аспирантурата завършва с дисертация на тема „Вродени цепнатини на горната устна и небцето“. Доц. Д-р Емил Георгиев се доказва като специалист в областта на пластична хирургия в България, като последователно преминава с отличие през всички степени на квалификация. През 1992 г. основава първата частна клиника по пластична хирургия в България „Нефертити“. Работи над 40 години единствено и само в областта на пластичната хирургия, доказан експерт в ринопластиката и особено взискателните операции на лице. Притежава авторско свидетелство за рационализация за извършена за пръв път Липосукция в България през 1982 г. Умира на 23.08.2017 г. в гр. София.